# Макгоуэн, Райан
Ра́йан Дже́ймс Макго́уэн (англ. Ryan James McGowan; 15 августа 1989, Аделаида, Австралия) — австралийский футболист шотландского происхождения, защитник клуба «Сент-Джонстон» и сборной Австралии.
Макгоуэн родился в Аделаиде в шотландской семье выходцев из Глазго. Младший брат Райана Дилан также футболист и выступает за «Харт оф Мидлотиан».

## Клубная карьера

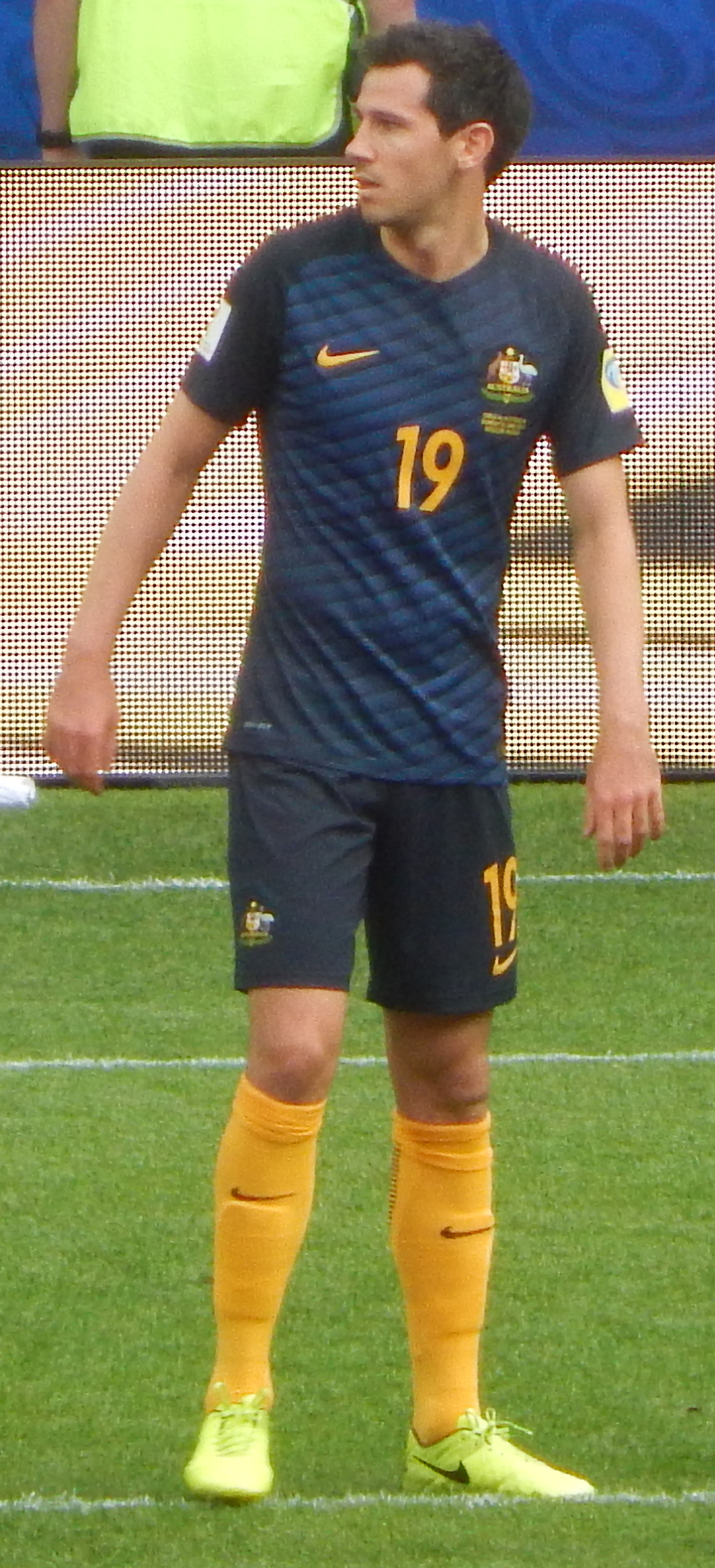
Макгоуэн в составе сборной Австралии

Макгоуэн начал карьеру в команде «Пара Хиллс Найтс» Южно-австралийского спортивного университета. В 2006 году он переехал в Шотландию, где на протяжении двух лет выступал за молодёжную команду клуба «Харт оф Мидлотиан». 13 мая 2008 года в матче против «Гретны» Райан дебютировал в шотландской Премьер-лиге. В 2009 году для получения игровой практики он на правах аренды перешёл в «Эр Юнайтед». 14 октября в поединке против «Данди» Макгоуэн дебютировал за новую команду. В этом же матче он забил свой первый гол за клуб. В 2011 году он на правах аренды перешёл в «Партик Тисл». 15 февраля в матче против «Кауденбита» Райан дебютировал за команду.
Летом 2011 года Макгоуэн вернулся в «Харт» и завоевал место в основе. 2 января 2012 года в матче против «Хиберниана» он забил свой первый гол за «сердца». В 2012 году Райан помог клубу выиграть Кубок Шотландии, забив один из голов в финале против «Хиберниана».
В начале 2013 года Райан перешёл в китайский «Шаньдун Лунэн». 9 марта в матче против «Далянь Аэрбин» он дебютировал в китайской Лиге. 27 апреля в поединке против «Ханчжоу Гринтаун» Макгоуэн забил свой первый гол.
В начале 2015 года Райан перешёл в Данди Юнайтед. 14 февраля в матче против «Килмарнока» он дебютировал за новую команду. 24 февраля в поединках против «Инвернесс Каледониан Тисл» Макгоуэн забил свой первый гол за «Данди Юнайтед».
В начале 2016 года Райан вернулся в Китай, перейдя в клуб «Хэнань Цзянье». Сумма трансфера составила 350 тыс. фунтов. 5 марта в матче против «Шанхай СИПГ» он дебютировал за новую команду. 15 апреля в поединке против «Гуанчжоу Эвергранд Таобао» Макгоуэн забил свой первый гол за «Хэнань Цзянье». В начале 2017 года Райан присоединился к «Гуйчжоу Чжичэн». 3 марта в матче против «Ляонин Хувин» он дебютировал за новый клуб. Летом того же года Райан перешёл в аравийскую Шарджу. 15 сентября в матче против «Ан-Насра» он дебютировал в чемпионате ОАЭ.

## Международная карьера
В 2009 году в составе молодёжной сборной Австралии Макгоуэн принял участие в молодёжном Чемпионате мира в Египте. На турнире он сыграл в матчах против команд Бразилии и Чехии.
15 августа 2012 года в товарищеском матче против сборной Шотландии Макгоуэн дебютировал за сборную Австралии.
В 2014 году Макгоуэн попал в заявку национальной команды на участие в чемпионате мира в Бразилии. На турнире он сыграл в матчах против сборных Нидерландов, Чили и Испании.
В 2017 году Макгоуэн принял участие в Кубке конфедераций в России. На турнире он сыграл в матче против команды Чили.

## Достижения
Командные
 «Харт оф Мидлотиан»
- Обладатель Кубка Шотландии — 2012